# Giulio Benso
Ne doit pas être confondu avec Giulio Benso della Verdura.
Giulio Benso (Pieve di Teco, 30 octobre 1592 – Pieve di Teco, 1668)  est un peintre italien du XVIIe siècle se rattachant au courant baroque de l'école génoise.

## Biographie
Giulio Benso eut l'opportunité d'accomplir sa formation artistique sous la protection d'un important mécène génois, Giovanni Carlo Doria, qui en plus de le recevoir  dans ses palais de Gênes, lui permit de fréquenter l'Accademia del Nudo (Académie du Nu) et le recommanda à l'importante école de Giovanni Battista Paggi. Il connut beaucoup d'artistes qui furent reçus à la  maison Doria, parmi lesquels Giulio Cesare Procaccini.
Il travailla surtout en Ligurie, entre Gênes et Pieve de Teco, mais sa renommée, rapidement conquise, le fit désirer même à l'étranger. Il eut donc l'occasion de travailler à Cagnes-sur-Mer pour décorer une salle du château Grimaldi avec la chute de Phaéton et d'envoyer plusieurs de ses œuvres à l'abbaye de Weingarten, en Allemagne du Sud.
Dans les ans 1640, il réalisa son chef-d'œuvre : ses fresques au presbytère  et dans l'abside de la Basilica della Santissima Annunziata del Vastato.
Les œuvres tardives de Benso se caractérisent par des détails soignés en particulier dans la peinture des drapés des personnages.
En 1659, il réalisa le Sposalizio della Vergine pour l'oratoire de SS. Annoncée de Spotorno, œuvre qui rentre dans un cycle de quatre toiles dédié aux histoires mariales et qui  voit s'impliquer également les peintres Domenico Piola et Giovanni Battista Merano.

## Œuvres
- Lapidazione di Santo Stefano - (~1630) dessin préparatoire, Kestner-Museum, Hanovre
- Partita a scacchi sotto le mura di Troia (1637-1639)
- Basilica della Santissima Annunziata del Vastato, Gênes :
  - L'Annunciazione della Vergine (1640-1644), fresques,
  - L'Immacolata Concezione (1640-1644),
  - L'abbraccio dei santi Gioacchino e Anna (1640-1644),
- La caduta di Fetonte, fresques, château de Cagnes-sur-Mer
- Matrimonio della Vergine (1659), oratoire de la Santissima Annunziata, Spotorno
- Abbaye de Weingarten :
  - La Vergine col Bambino e i Santi Benedetto e Scolastica,
  - Trinità adorata dai Santi,
  - Crocefissione,
  - Cacciata di Santo Stefano dal Tempio (1667),
- Volets de décoration du buffet des grandes orgues du Duomo di San Lorenzo (1634-1655)